# Terny-Sorny
Terny-Sorny ist eine französische Gemeinde mit 326 Einwohnern (Stand: 1. Januar 2022) im Département Aisne in der Region Hauts-de-France (frühere Region: Picardie). Sie gehört zum Arrondissement Soissons, zum Kanton Fère-en-Tardenois und zum Gemeindeverband Val de l’Aisne.
Die Gemeinde ist Trägerin der Auszeichnung Croix de guerre 1914–1918.

## Geographie
Die Gemeinde Terny-Sorny liegt im Westen des Höhenzuges Chemin des Dames, acht Kilometer nordnordöstlich von Soissons. Nachbargemeinden von Terny-Sorny sind Leuilly-sous-Coucy und Vauxaillon im Norden, Neuville-sur-Margival und Margival im Osten, Vuillery, Clamecy und Leury im Süden sowie Juvigny im Westen.

## Bevölkerungsentwicklung
| Jahr                       | 1962 | 1968 | 1975 | 1982 | 1990 | 1999 | 2006 | 2013 | 2022 |
| Einwohner                  | 221  | 253  | 244  | 230  | 315  | 328  | 312  | 319  | 326  |
| Quellen: Cassini und INSEE |      |      |      |      |      |      |      |      |      |

## Sehenswürdigkeiten

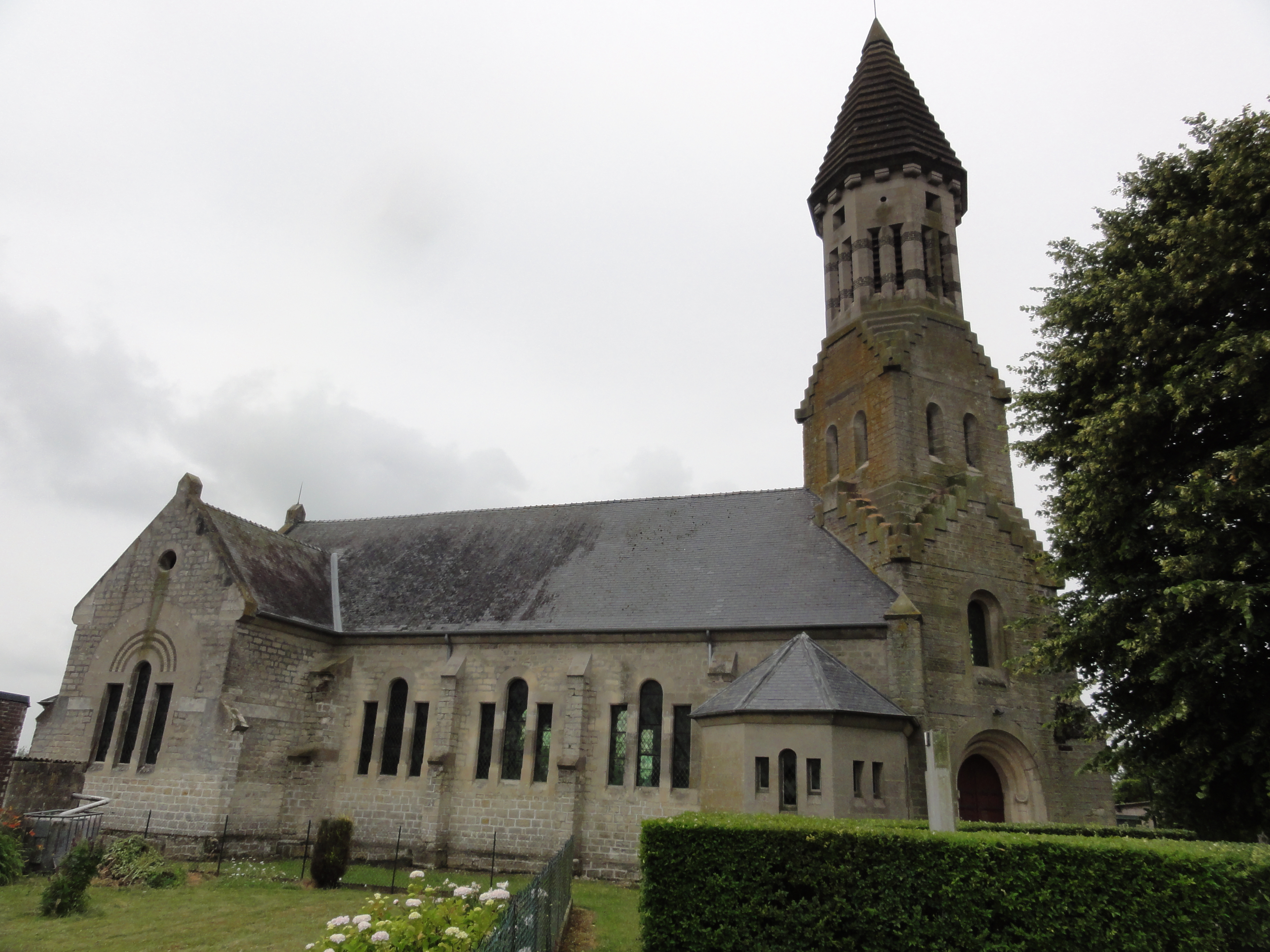
Kirche Sainte-Cécile
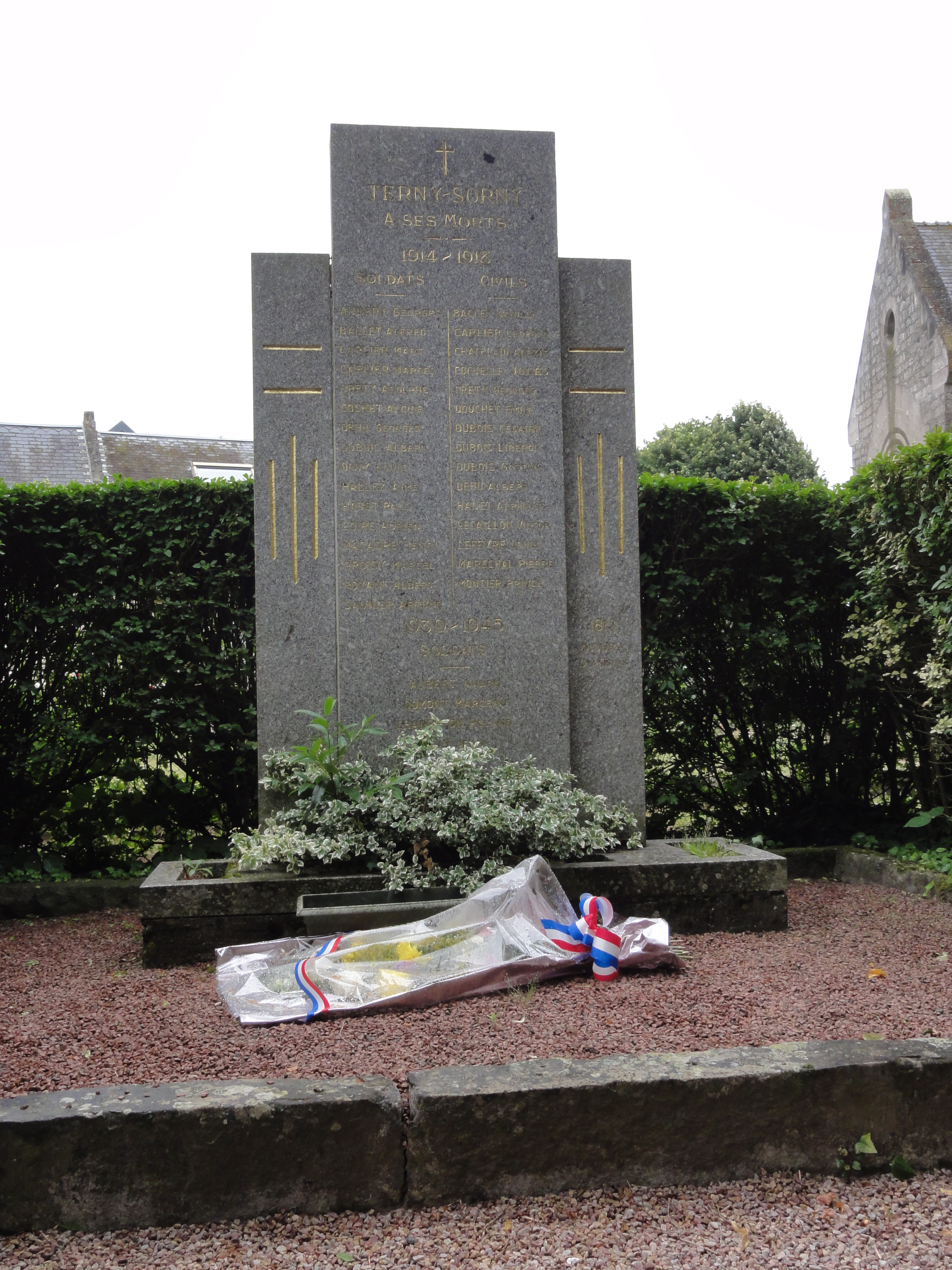
Gefallenendenkmal
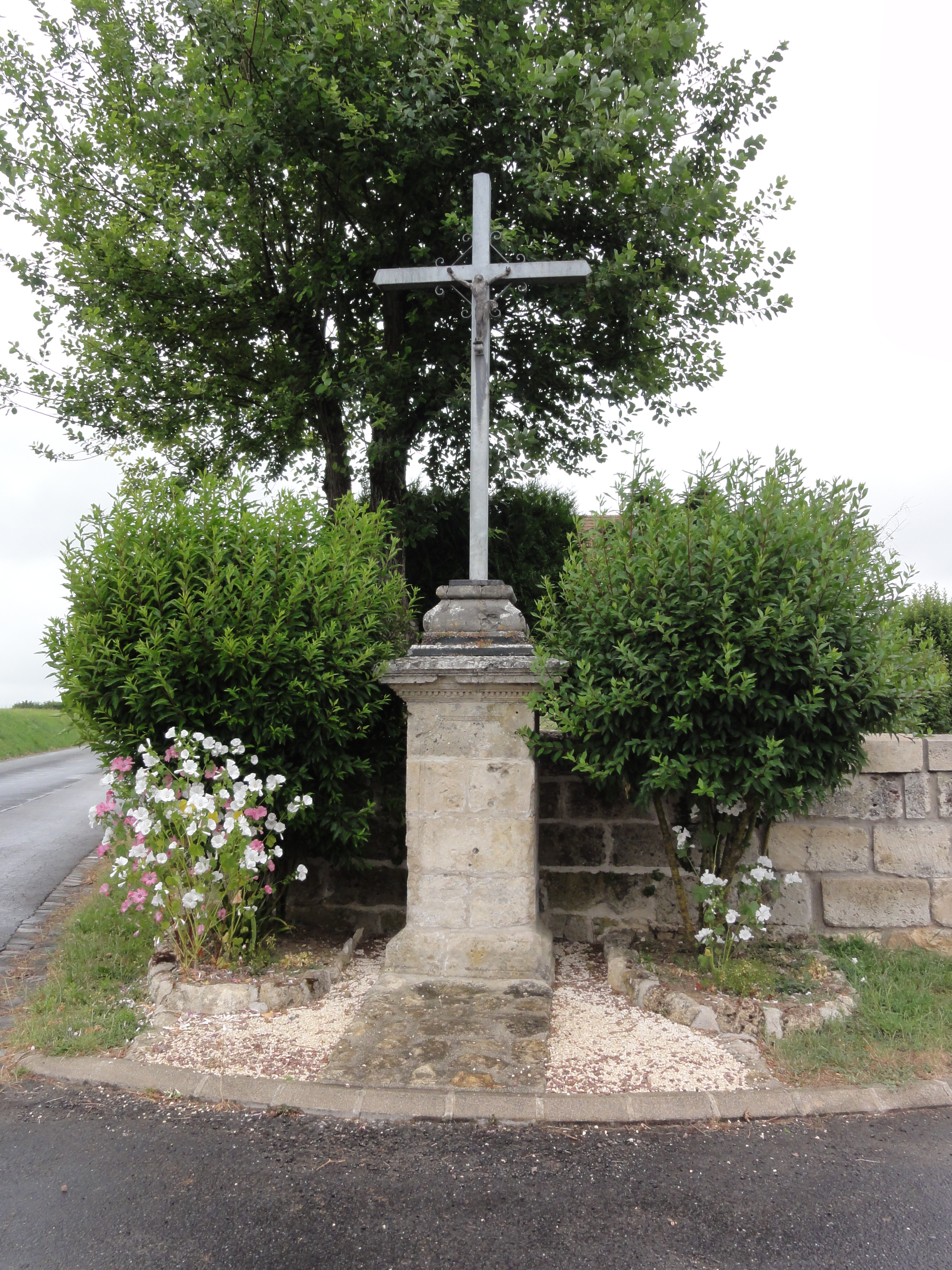
Wegkreuz

- Kirche Sainte-Cécile
- Gefallenendenkmal
- Wegkreuz